# Campoalegre
Campoalegre es un municipio colombiano ubicado en el centro del departamento de Huila. El territorio está enmarcado al occidente por el río Magdalena y la represa de Betania, y al oriente por el flanco oeste de un ramal de la cordillera oriental. Hace parte de la región SubNorte del departamento. Su extensión territorial es de 485 km², su altura es de 525 m s. n. m. y su temperatura promedio es de 27 °C.
Cuenta con una población de 34.923 habitantes de acuerdo con proyección del DANE para año 2019. Es un importante centro agroindustrial con fábricas que procesan arroz comercializado a gran escala, ganadero (especialmente vacuno) y la piscicultura por su cercanía a la represa de Betania. Es conocida como «"La Capital Arrocera del Huila"».

## División Político-Administrativa
Además de su Cabecera municipal, la cual se encuentra dividida en 31 Barrios. 
Campoalegre tiene bajo su jurisdicción los siguientes Centros poblados:
- Bajo Piravante
- La Esperanza
- La Vega
- Los Rosales
- Otas
- Río Neiva

## Historia

#### Primeros pobladores
Al llegar los conquistadores a las llanuras y valles de Campoalegre en el año de 1539, encontraron a la tribu aborigen tamas (tribu), quienes habitaban la región desde Garzón por la margen derecha del río Magdalena hasta el actual río Arenoso. En ese año, el sitio de las Tapias, hoy Neiva Viejo cerca de la vereda Otás, es fundada por primera vez la ciudad de Neiva, por el capitán Juan de Cabrera; Esta primera población tuvo una vida corta, al ser destruida 20 años más tarde por los indios Tamas y sus aliados. Durante casi 300 años Campoalegre no existió como centro poblado en el contexto regional, siendo reemplazado en sus funciones por la población de Otas, aldea de origen indígena, fundada en la colonia por la comunidad Agustina para adoctrinar a los nativos de la familia Tucano. La zona de Otás quedó abandonada hasta cuando llegó la matrona Victoria Úrsula de la Reina, personaje español que había conseguido se le adjudicaran esos terrenos.

#### Conquista e independencia
El origen de la población de Otás data desde la conquista cuando, Gonzalo Jiménez de Quesada llega hasta el valle del río Neiva, y de allí envía a los capitanes Juan de San Martín y Juan Céspedes a que exploren el río Magdalena desde su nacimiento.
En 1809 don José Ignacio Gutiérrez dueño de la Concepción de Llano Grande, plantea la posibilidad de fundar una parroquia, aportando sus tierras, con la condición de que esta llevara como nombre el de su patrón la Santísima Trinidad de Campoalegre y la vecindad quedará exenta de contribuir a la congrua de su párroco. El 14 de agosto de 1809, los señores Sebastián Losada, Hilario Perdomo, Joaquín Losada y Margarita Herrera, firmaron a ruego las escrituras de donación del lote. De esta manera se protocolizó la fundación de la población mediante acta suscrita en la ciudad de Neiva. 
En 1810 por imposición del cura de Otás Francisco Javier Cándido y Pinzón, le fue cambiado su nombre original por el de Sevilla, en recuerdo a la ciudad española del mismo nombre, que por su situación geográfica se asemeja al valle del Magdalena. Los habitantes rechazaron este apelativo y volvieron a su antiguo nombre el cual conserva desde el año de 1811.

#### Política en el municipio
Campoalegre recibió el título de aldea en 1840 y fue ascendido a cabecera municipal en 1860 . 
En 1912, mediante ordenanza número 26 de la Asamblea Departamental del Huila, se definieron los límites particulares del municipio. 
En 1936, durante la administración de Alfonso López Pumarejo y luego de promulgada La ley 200 sobre tierras, se logró que la familia Ferro Falla, permutara con la Caja Agraria parte de la Hacienda Llano Grande haciéndose así la primera parcelación en Colombia.
En 1973, la asociación de juntas comunales de Campoalegre mediante reunión solemne y acta reglamentaria funda la casa campesina. En 1977, es creado por un grupo de Campoalegrunos el Centro Municipal de la Historia y de la Cultura .
En 1988, es elegido el primer alcalde por voto popular el Doctor Aldemar Quesada Losada, 1988-1991. En ese mismo año se inauguró la Planta Física de la nueva Administración Municipal. De 1992 a 1994 el Dr. Álvaro Pérez Castro dirigió la segunda administración elegida por votación, continuando de 1995 a 1997 el Dr. Hernando Gutiérrez Pastrana y culminando el actual periodo administrativo el Dr. Aurelio Navarro Cuellar elegido para el periodo 1998 a 2000.

#### Crecimiento Histórico
A través de su existencia la ciudad ha crecido como resultado de un proceso evolutivo, que responde a diversas situaciones socioeconómicas, políticas y religiosas, que modelaron y modelan su forma urbana. 
Durante los últimos años de la colonia y durante la república, la mancha urbana se expresó creando formas físicas como las calles y carreras que conectan el casco antiguo y los nuevos polos o barrios de desarrollo posterior.
El 14 de agosto de 1809, se efectúa la fundación de la ciudad y se da comienzo a la construcción de los primeros elementos urbanos que conformaron el centro de Campoalegre, que en su trazado original se desarrolló alrededor de la plaza principal, hoy Parque de Los Fundadores, conformando una clara retícula ortogonal en forma de damero o ajedrez, de origen español, y que obedecía a los reglamentos dados en las Leyes de Indias, que ordenaba que las nuevas fundaciones se hicieran con calles y carreras, trazadas a cordel, y con sentido este-oeste las primeras y norte-sur las últimas.
Estas manzanas aprovecharon la topografía relativamente plana y con leve pendiente este a oeste, limitada al sur por la quebrada La Caraguaja, y al norte por el Río Frío, dividido por el arroyo del Lavapatas. El núcleo se constituyó en el elemento generador de las principales actividades humanas, con sus puntos o hitos de referencia más destacados, como la torre de la iglesia parroquial, dedicada a la Virgen de La Candelaria, las dependencias de la alcaldía y demás instituciones administrativas, y a las viviendas o residencias de las familias más representativas.
A partir de la plaza principal se conforma todo el barrio El Centro que tiene como ejes la calle 18, que los campoalegrunos llaman “la calle de todos los climas”, arguyendo que se inicia en el piso térmico frío de la cordillera oriental y termina en la calle a orilla derecha del río Neiva. Este eje urbano de gran importancia, se refuerza al interceptarse con la carrera 9a o antiguo camino real, conformándose el nudo más importante de la urbe.
Durante un periodo de 90 años - de 1809 a 1900 – Campoalegre se desarrolló muy lentamente como la mayoría de las poblaciones regionales y su área construida abarcó la totalidad del barrio El Centro y parte de los asentamientos denominados La Clementina, La Caraguaja y Panamá. Sus límites aproximados iban de las carreras 4 a la 12 y de las calles 14 a la 23 de la actual nomenclatura urbana.
En este espacio de tiempo se iniciaron así mismo algunas vías de penetración tales como el denominado Callejón de las Vueltas, la vía al Barrio Gaitán y el camino a Piravante que comunicaba con Neiva, y que era el camino real hoy carrera 9.ª, por donde circulaba el 70% de los flujos de la región originados entre el norte del Huila y el centro y sur del mismo.
En este mismo sector se construyeron las primeras casonas en adobe, bahareque y tapia pisada, con amplios patios o solares interiores donde descollaban las palmas de coco, árbol que fue durante mucho tiempo el símbolo de la ciudad en cuya silueta urbana sobresalían por su altura. Estas casas representativas que además contaban con cubiertas en teja de barro o palmicha fueron seriamente averiadas por el terremoto de abril de 1967 que casi destruye totalmente la población.
En el lugar ocupado por estas, se levantaron nuevas construcciones que no conservaron ni los volúmenes, ni los aleros, ni los andenes, ni los fenotipos de puertas y ventanas, ni los materiales de construcción, pensando que era modernismo el despreciar estos valores culturales y seguir modas externas a nuestra propia identidad. Con la edificación de viviendas en concreto, y materiales rígidos como el ladrillo, el tolete común o el bloque cerámico en construcciones hasta de tres pisos, se ha continuado evolucionando en este proceso de autodestrucción y transformación de la ciudad, cambiando su perfil tradicional.
Para el periodo comprendido entre los años de 1900 a 1950, los espacios urbanos anteriormente nombrados se han consolidado, densificado y convertidos en focos generadores de otros ejes o vías y de otros asentamientos humanos, construyéndose la totalidad de la mancha urbana comprendida entre las quebradas la Caraguaja al sur y Río Frío al norte, conservándose afortunadamente, el trazado original de amplias y rectas calles y carreras. 
A raíz de los fenómenos de la violencia política ocurrida a partir del 9 de abril de 1948, que originó grandes desplazamientos de la población civil y a los desastres naturales tales como el terremoto de 1967 y a las inundaciones y avalanchas de las quebradas de marzo de 1974, el desarrollo de la ciudad se aceleró y se hizo más complejo y rápido.
La vocación arrocera y molinera agroindustrial Campoalegruna ayudó a consolidar este proceso, el cual se mostró en la rápida transformación urbana, demostrada en las nuevas instituciones industriales – molinos: Flor Huila, Perla del Huila, San Isidro, Nevado y Fortuna -, administrativos – Escuela Ecopetrol, Colegio Mpal Eugenio Ferro Falla, Hospital del Rosario, Edificio de la Alcaldía – y de vivienda – Barrios: Eugenio ferro Falla, El Jardín, San isidro Alto, San Francisco, Luciano Perdomo, José Hilario López, Kennedy y Jorge Eliécer Gaitán -.
A partir de la década de los años de 1970 hasta el presente, la ciudad inicia su etapa crítica de crecimiento, presentándose de manera acelerada y caótica el desarrollo de nuevos barrios y asentamientos con alto grado de subnormalidad y sin ningún tipo de planeación o de reglamentación, presentando actualmente los mayores problemas para la continuidad de sus vías y para el trazado y prestación eficiente de los servicios públicos fundamentales.
En esta etapa se construyeron los barrios San Isidro Bajo - construido por el ICT en 1972, Alfonso López - 1970, El Viso - por el ICT en 1976, La Colina - 1976, Vivienda Obrera - 1987, Nuevo Horizonte - 1992, Rodrigo Lara - 1993, San Carlos, Villa Gloria, Villa Clarita, 12 de Octubre, Divino Niño, Los Molinos, Sincelejo - 1970 y La Floresta, y se aprobaron los conjuntos urbanos de Villas de San Felipe, Potosí, Julio Enrique Ortiz, Portales del Norte, Los Pinos, Villa María y Acrópolis. La mayoría de ellos con uso principal de vivienda unifamiliar de mediana densidad.
Hoy la ciudad está dividida en tres sectores claramente diferenciados. El sur entre las quebradas San Isidro y La Caraguaja, alrededor de las áreas aferentes a sus principales vías, la carrera 9 que allí se convierte en la carretera al sur, la carrera 12 transformada luego en el Callejón de las Vueltas, y la calle 12 que a la altura del barrio Gaitán, se dirige a los centros poblados suburbanos de La Candelaria.
Sus asentamientos más notorios son los barrios Jorge Eliécer Gaitán, San Isidro Alto y Bajo, 12 de Octubre y una zona industrial donde funciona el Molino Perla del Huila, las instalaciones de Fedearroz y ladrilleras particulares. Su equipamiento básico comunitario consta de los centros docentes Jorge Eliécer Gaitán y El Jardín del barrio San Isidro y los polideportivos del barrio Gaitán, San Isidro Bajo y la cancha El Zancudo, que suplen en parte la inexistencia de espacios públicos en el sector.
La zona central comprendida entre la quebrada La Caraguaja al sur y Río Frío al norte se desarrolla principalmente alrededor de la calle 18, la carrera 9 y la carrera 12 actualmente llamada Avenida de Circunvalación. Encierra los barrios más antiguos, poblados y consolidados de la urbe y presenta las mayores densidades ocupacionales brutas y relativas, el mejor y más claro trazado vial y las mayores alturas de la construcción. Igualmente sus debilidades se presentan en el estado actual de sus redes de acueducto y alcantarillado que por su antigüedad y especificaciones técnicas no responden a las necesidades del sector.
Sus hábitats más representativos son los barrios de El Centro, Panamá, Buenos Aires, La Piscina, La Caraguaja, La Clementina, Eduardo Santos, José Hilario López, San Francisco, Los Molinos, Kennedy, Villa Clarita, Sincelejo, El Divino Niño, La Floresta y el Luciano Perdomo. Sus usos principales son los institucionales, los de comercio en general y los de vivienda unifamiliar. 
El norte de Campoalegre, se conformó a partir de la ribera derecha del Río Frío hasta el actual límite del perímetro urbano, desarrollándose alrededor de la carrera 9 que allí se convierte en carretera a Neiva y de las calles 25 y 29. Sus asentamientos más representativos son los barrios El Jardín, Vivienda Obrera, La Colina, El Viso, Alfonso López, Nuevo Horizonte, Rodrigo Lara, San Carlos, Villa Gloria y Eugenio Ferro Falla. 
Igualmente, en esta área se ha consolidado un sector institucional que alberga el Colegio Municipal Eugenio Ferro Falla, El Hospital del Rosario, El Ancianato, El Matadero, el vivero municipal, la subestación eléctrica, la planta de gas natural, los talleres de obras públicas municipales, centros docentes y jardines infantiles, el complejo deportivo Francisco de Paula Santander y Omaña, y el establecimiento agroindustrial más importante de la ciudad como es el Molino Flor Huila.
Cada uno de estos sectores urbanos tiene su propia vocación y carácter determinado principalmente por los ingresos socioeconómicos y el nivel cultural de las familias que las habitan. Su conformación orográfica y las vías y demás elementos del mobiliario urbano le dan también su propio carácter y homogeneidad. 
Así el poblamiento y conformación de los sectores sur y norte de Campoalegre, responden mayoritariamente a los flujos migratorios y al crecimiento neto de la población. El área central alberga a las instituciones y a las familias más antiguas y socioeconómicamente más estables de la ciudad.
Fuera del perímetro, aparecen asentamientos suburbanos de vivienda popular de baja densidad y de crecimiento radial alrededor de vías, que presentan algún tipo de subnormalidad ya sea por su crecimiento espontáneo o no planificado, por la carencia de algún título de propiedad o por la prestación de algún servicio público fundamental. Su crecimiento de manera lineal en los costados de las vías es muy notorio al suroriente de la urbe.
Los casos suburbanos actuales corresponden a los centros poblados denominados Gaitán Alto, La Candelaria y La Esperanza que albergan familias de ingresos bajos y que disfrutan simultáneamente de naturaleza rural y urbana.
Con base en lo anterior se puede afirmar que el desarrollo de la Ciudad se hizo por más de 100 años alrededor de la plaza mayor, con un tejido urbano de calles y carreras amplias, rectas y bien trazadas, con esquinas en ángulo recto y con un crecimiento que se dirigía al occidente buscando el Llano Grande, teniendo como fondo la cordillera Oriental en sus estribaciones de la cuchilla El Roble y aprovechando la pendiente natural del pie de monte para construir su acueducto y alcantarillado y evacuar sus aguas lluvias a través de sus quebradas urbanas.
Hay más belleza, armonía, estética y escala humana en la ciudad antigua, construida en 1809 a 1967, con sus casas en bahareque o tapia pisada de uno o dos pisos, que en los nuevos asentamientos que presentan gran variedad de estilos y técnicas constructivas, sin un sistema clasificado de vías con avenidas que se inician y terminan de repente sin conducir a nada.
Lo anterior se debe principalmente a que la ciudad no ha tenido una planeación física urbana continua, ni un código o reglamentación urbana que la reglamente. Tiene una oficina de planeación de reciente creación, cuyo principal objetivo es el de resolver problemas individuales y no el de estudiar y planificar el conjunto urbano en general. Texto de página.

## Geografía
Campoalegre limita al norte con el Municipio de Rivera, al Oriente con el Municipio de Algeciras, al sur con el Municipio de El Hobo, al Occidente con los municipios de Yaguará y Hobo (donde se ubica la Represa de Betania).
El municipio de Campoalegre “Tierra Floreciente”, como es designada en el coro
del Himno Municipal, por el compositor Luis Alberto Osorio, se encuentra entre
2°31´ y 2° 47´ latitud norte, y entre 75°12´ y 75°26´ de longitud oeste, según las
coordenadas geográficas del Instituto Geográfico Agustín Codazzi (IGAC).
Es un municipio intermedio entre el llano – Llano grande- y la montaña - cordillera
Oriental -; su extensión territorial, antes del embalse de Betania era de 661 km²;
teniendo en cuenta que se inundaron alrededor de 180 km², la extensión actual
es de 444.63 km²; no obstante, el informe de gestión ambiental territorial, 2005,
continúa considerando la extensión del municipio de 661 km².
La extensión territorial de Campoalegre corresponde al 2.23% de la extensión del
Huila, que es de 19.890 km², dos tercios de los cuales están situados en terrenos
planos y ondulados, con predominio de clima cálido y en donde habita la gran
mayoría de su gente. El tercio restante es de clima medio y frío. Se encuentra
instalado en la falda de la cordillera Oriental y sobre los valles del río Magdalena y
Río Frío; enmarcado, en el occidente, por el río Magdalena y la represa de Betania,
que delimita con los Municipios de Palermo y Yaguará; al oriente, por un flanco de
la cordillera Oriental (Algeciras), al norte por el margen derecho de la quebrada de
Rivera, Sardinata y Río Neiva; al sur, la quebrada Macosito y líneas imaginarias
que lo separan del municipio de Hobo (y Algeciras) 6.
Descripción
El municipio de Campoalegre, población fundada el 14 de agosto de 1809, recibió
el título de aldea en 1840 y el de municipio, en 1860; se encuentra ubicado en el
centro del departamento del Huila, distando 22 km de perímetro urbano a
6 Diagnóstico Plan de Ordenamiento Territorial (en adelante D-POT) 2003-2004.p. 2.18
perímetro urbano, entre la ciudad de Campoalegre y la ciudad de Neiva, medida
tomada sobre la vía troncal del sur, que une la mayoría de los municipios
regionales. Esta localización central, lo convierte, a nivel regional, en paso
obligado para el sur y el oriente del Huila, que comprende 25 municipios y para el
Caquetá, el Cauca y el Putumayo. El territorio del municipio de Campoalegre, según las coordenadas geográficas del Instituto Geográfico Agustín Codazzi, IGAC, se inicia, al sur a los 2° 31’ y termina a los 2° 47’ de latitud norte y en el este, principia a los 75° 12’ y termina a los 75° 26’ de longitud oeste de Greenwich. La situación geográfica de su plaza principal
corresponde a los 2° 41’ 20’’ de latitud norte y a 75° 14’ 33’’ de longitud al occidente del meridiano de Santafé de Bogotá. El punto más bajo del Municipio se encuentra en la confluencia del Río Neiva con el río Magdalena y su altura es de 456 m.s.n.m (metros sobre el nivel del mar). La cota más alta corresponde al Cerro Cresta de Gallo ubicado en el ecosistema estratégico de la Siberia, a 3250 m s. n. m., que comparte con Rivera y Algeciras. La altitud promedio de la ciudad es de 525 m s. n. m., y debido a la orografía del terreno, cuenta con varios climas, que van desde el frío hasta el cálido. La temperatura media anual en el casco urbano de 27 °C y su precipitación media anual es de 1254 milímetros.7 

## Equipamientos
Campoalegre cuenta con varios centros de educación primaria y de secundaria, destacándose el colegio municipal de bachillerato Eugenio Ferro falla, José Hilario López, Colegio la Ecopetrol y el Colegio Agropecuario la Vega. Existe sistema bancario y sistema de salud, destacando el Hospital del Rosario.

## Economía

### Capital arrocera del Huila
Campoalegre es llamada la «Capital Arrocera Del Huila», celebrándose las «Fiestas del Arroz» para la fecha de conmemoración de su Fundación. Existe una Industria Molinera y probablemente la calidad culinaria del arroz, sea el mejor no solo a nivel nacional sino a nivel internacional, cultivado especialmente en Llano Grande, La vega del Oriente, La Vega del Igua, entre otros corregimientos, aprovechando las aguas del río Neiva, que nace en la Cordillera Oriental y desemboca en el río Magdalena. Igual importancia tiene el río la Ciénaga sobre todo en las arroceras ubicadas en Llano Grande. 
A pesar de que el cultivo del arroz es el emblema y en gran parte el motor económico del municipio, es importante decir que hay un bosque cacaotero, en explotación y que parte del territorio campoalegruno, se halla en la Cordillera Oriental, de los Andes, donde se realiza el cultivo del café y muchas hortalizas. cabe destacar que el Cultivo del Tabaco y Sorgo, son de importancia, además que el ganado vacuno, especialmente de razas cebuinas. Son importantes para el sector agropecuario, las aguas de las Quebradas La Sardinata, San Isidro, La Caraguaja, Lava Patas y Río Frío, entre otras.

### Piscicultura
Parte de la Hidroeléctrica y Represa de Betania, en el Río Magdalena, Hacen que exista la Piscicultura intensiva (Cultivo de Tilapia), así como también la generación de electricidad.

## Personajes ilustres

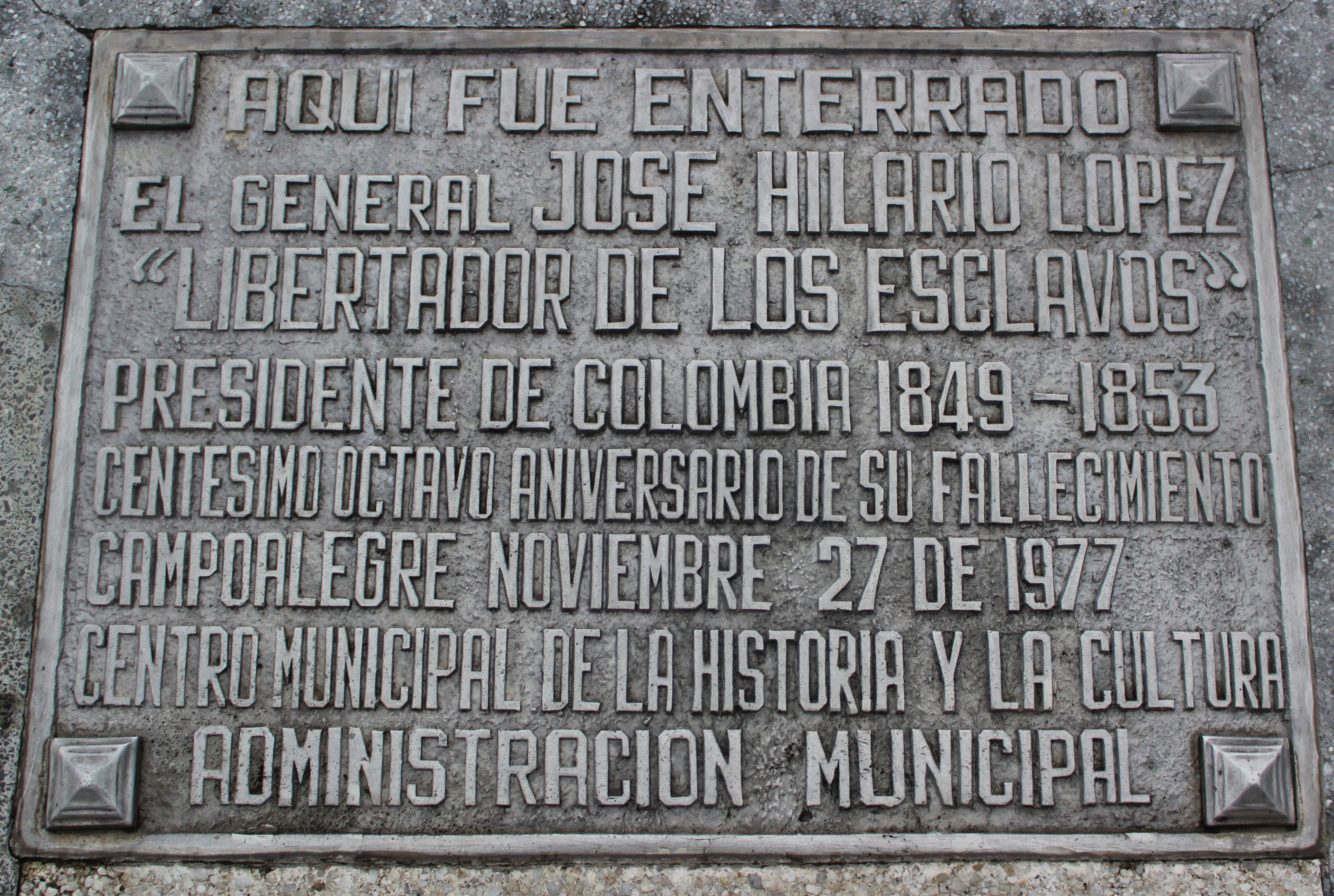
Placa donde se describe la tumba donde reposan los restos mortales del general y expresidente de la república, el general José Hilario López.

En el municipio de Campoalegre, fue el lugar donde pasó sus últimos días el honorable expresidente de la república, el general José Hilario López, que el 27 de noviembre de 1869 falleció en este poblado. Reconocido por haber sido presidente de la República entre 1849 y 1853, el General Hilario López fue conocido porque bajo su mandato abolió definitivamente la esclavitud. Este hecho histórico comenzaría justamente a ser instaurado gracias a que en Hacienda "Potosí", lugar que aún subsiste, junto a otra importante hacienda, llamada "Las Tapias", ambas del municipio, se dio este suceso, además que en "Potosí", residen los restos mortales del General López. Además, hay un panteón en un barrio de nombre homónimo en la zona urbana del municipio en honor al ilustre personaje.
Asimismo, Campoalegre es reconocida por ser cuna del reconocido actor de la televisión colombiana Hernando "El Culebro" Casanova; recordado principalmente por su faceta de actor comediante, rememorando también que no solo interpretó papeles de comedia, sino que fue partícipe en algunos papeles dramáticos, entre los cuales se destaca su participación en la gran pantalla en películas como "Canaguaro" (1980), o la que sería su última aparición, en la película Apocalipsur.[cita requerida].

## Servicios públicos
- Energía Eléctrica: Electrohuila, es la empresa prestadora del servicio de energía eléctrica.
- Gas Natural: Alcanos de Colombia, es la empresa distribuidora y comercializadora de gas natural en el municipio.